# NGC 2294
NGC 2294 é uma galáxia elíptica (E6) localizada na direcção da constelação de Gemini. Possui uma declinação de +33° 31' 37" e uma ascensão recta de 6 horas, 51 minutos e 11,2 segundos.
A galáxia NGC 2294 foi descoberta em 22 de Fevereiro de 1849 por William Parsons.